# OGPU
El Directorio Político Unificado del Estado (abreviado como OGPU, en ruso: Объединённое государственное политическое управление; transcrito Obyediniónnoye gosudárstvennoye politícheskoye upravléniye) fue el servicio de inteligencia y policía secreta de Rusia y de la URSS hasta 1934. La OGPU fue formada a partir de la policía secreta soviética, la Checa, el 6 de febrero de 1922, con el nombre inicial de GPU, Gosudárstvennoye Politícheskoye Upravlénie del NKVD de la RSFS de Rusia (en ruso: Государственное политическое управление НКВД РСФСР).

## Historia
Con el establecimiento de la URSS en 1922, se vio la necesidad de una organización unificada que ejerciera el control sobre la seguridad del Estado en toda la nueva Unión. En 1923, Félix Dzerzhinski propuso introducir la obligación de remitir cualquier información sobre posibles 'desviaciones' de los miembros del partido a la policía política, lo que suscitó una fuerte oposición de los trotskistas. El 15 de noviembre de 1923, por decisión del VTsIK, el GPU se transforma en el Directorio Político Unificado del Estado (abreviado como OGPU, en ruso: Объединённое государственное политическое управление при СНК СССР, ОГПУ) ante el Sovnarkom de la URSS.
El 24 de marzo de 1924, se dictó un decreto del Presidium del Comité Ejecutivo Central de la Unión Soviética. Este texto permitía a los colegios especiales del OGPU confinar en las regiones menos pobladas del país o encerrar en un campo de concentración durante tres años a cualquier individuo por criterios tan amplios como 'socialmente peligroso'. Ese mismo año, el OGPU desmanteló dos grandes organizaciones de los guardias blancos en Crimea y el Lejano Oriente soviético. Asimismo,  con el fin de combatir a falsificadores y contrabandistas, el Presidium del Comité Ejecutivo Central de la URSS otorgaba a la Junta Especial del OGPU el derecho a una instrucción extrajudicial de los casos, concediendo el derecho a ejecutar dichas personas.
El 9 de mayo de 1924, el VTsIK de la URSS toma la decisión de extender las funciones del OGPU a la lucha contra el gansterismo, con la subordinación los órganos de policía e investigación criminal. Con esta decisión, se expande significativamente la autoridad de los órganos del OGPU en la esfera de la represión extrajudicial, iniciándose una confluencia entre los órganos de la seguridad nacional y los órganos de interior.
El 15 de diciembre de 1930, ligado a la liquidación del Comisariado del Pueblo de Interior de la URSS y de las Repúblicas Autónomas, el VTsIK, faculta al OGPU para administrar la actividad policial e investigación criminal, con la potestad de destituir a los encargados de la misma, y el uso de estos órganos para sus funciones abiertas o encubiertas.
El OGPU es reincorporado al NKVD de la URSS el 10 de julio de 1934, confiado a Guénrij Yagoda, y dentro del organigrama, se convirtió en el GUGB (Directorio Principal de la Seguridad del Estado). A continuación, le fueron retirados sus funciones judiciales y se devolvió la posibilidad de ordenar la pena de muerte a los tribunales ordinarios bajo el control de la fiscalía. En 1941, se incorporaría en la formación de la KGB.

## Objetivos y principales operaciones
La principal tarea del OGPU fue coordinar las actividades de los GPU de todas las repúblicas socialistas de la Unión. Las actividades del OGPU, en un principio, como las de la Checa, tuvieron un objetivo defensivo. Los líderes de la joven Unión Soviética estaban convencidos, desde los primeros días de la Revolución, que Occidente, y en particular el Reino Unido, preparaban secretamente el fin de la revolución. De hecho, las intervenciones extranjeras, incluidas las militares y las directas, tuvieron lugar durante la Guerra civil rusa. Pero luego evolucionaría hacia lo que diferentes oponentes designan como una forma de paranoia, especialmente bajo Stalin. La lucha contra los enemigos de la revolución, tanto los reales como los declarados como tales, se libró principalmente en el territorio de la Unión Soviética, pero también intervino en otros escenarios, como en España,y en China.
En teoría, se suponía que el OGPU, como el anterior GPU, debía operar con más moderación que la Checa, que había orquestado el Terror Rojo de 1918 a 1922. A diferencia de la Checa, el OGPU no podía disparar contra los 'contrarrevolucionarios' a voluntad, y la mayoría de los presuntos delincuentes políticos debían comparecer ante un juez. Sin embargo, los poderes de la OGPU aumentaron enormemente en 1926, cuando el código penal soviético fue enmendado para incluir el artículo 58, una sección sobre terrorismo antiestatal. Las disposiciones estaban redactadas de forma suficientemente vagas, para poder ser interpretadas de forma muy amplia. Incluso ya antes, el OGPU había establecido tribunales para juzgar los casos más excepcionales de terrorismo, generalmente sin llamar a ningún testigo. Con el tiempo, los poderes de facto del OGPU llegaron a ser incluso, mayores que los de la Checa.
El OGPU logró quizás su éxito más espectacular con la Operación Trust de 1924-1925. Los agentes del OGPU se pusieron en contacto con emigrados blancos y anticomunistas en Europa Occidental, haciéndose pasar por representantes de un gran grupo, conocido como 'The Trust', que trabajaba para derrocar el régimen comunista. Los rusos exiliados dieron al Trust grandes cantidades de dinero y suministros, al igual que las agencias de inteligencia extranjeras. Los agentes soviéticos finalmente lograron atraer a uno de los principales anticomunistas, Sidney Reilly, a Rusia para reunirse con el Trust. Una vez allí, en septiembre de 1925, Reilly fue capturado y asesinado. El Trust se disolvió posteriormente, convirtiéndose en un gran éxito de la propaganda soviética. 
De 1927 a 1929, ya bajo la jefatura de Viacheslav Menzhinski, el OGPU participó en investigaciones intensivas sobre un golpe de Estado de la oposición. Stalin emitió un decreto público por el que todos y cada uno de los puntos de vista de la oposición debían considerarse peligrosos y otorgó al OGPU la autoridad para buscar 'elementos hostiles'. Eso llevó en marzo de 1928 al Escándalo Shajty, que vio el enjuiciamiento de un grupo de supuestos saboteadores industriales presuntamente involucrados en una conspiración. Este sería el primero de muchos juicios durante el gobierno de Stalin. El OGPU planeó y estableció el sistema Gulag, y también se convirtió en el brazo del gobierno soviético para la persecución de la iglesia ortodoxa rusa, la Iglesia católica (tanto latina como oriental), el islam y otras organizaciones religiosas, en una operación encabezada por Yevgueni Tuchkov. El OGPU fue también la principal agencia de policía secreta responsable de la detección, arresto y liquidación de anarquistas y otras facciones de izquierda disidentes en los inicios de la Unión Soviética. 
Entre abril y mayo de 1927, el OGPU vigiló y 'desmanteló la red' de opositores trotskistas que reclamaban la 'democratización' del Comité Central. La policía política también puso en marcha la política deseada por Stalin de la “deskulakización” durante el primer plan quinquenal a través de troikas especiales extrajudiciales de agentes locales del OGPU, funcionarios del Partido Comunista y fiscales estatales con autoridad para condenar a los sospechosos al exilio o la muerte sin un juicio formal en el sistema judicial soviético. Los criterios para definir los kulaks eran subjetivos y Moscú también establecía cifras (entre el 3 y el 5% de las aldeas). Estos kulaks eran arrestados, deportados o fusilados. En 1930, los archivos de la OGPU censan 14.000 levantamientos en los que participaron alrededor de 3,5 millones de campesinos. Entre 1930 y 1932, 1.800.000 rusos fueron deportados a los asentamientos de Siberia.4.
También, brigadas del OGPU dirigieron al Ejército Rojo durante la invasión soviética de Sinkiang en 1934.

## Directores
El OGPU estuvo dirigido por:
- Félix Dzerzhinski, de 1923 a julio de 1926.
- Viacheslav Menzhinski, de julio de 1926 al 10 de mayo de 1934.